# Блэйд: Троица
«Блэйд: Троица» (англ. Blade: Trinity) — американский боевик 2004 года, написанный, спродюсированный и снятый режиссёром Дэвидом С. Гойером, который также написал сценарии к предыдущим фильмам. В главной роли Уэсли Снайпс.
Третья и последняя часть оригинальной трилогии. В ней война между людьми и вампирами продолжается, однако Блэйда подставляет под удар человеческой полиции лидер вампиров Даника Талос, которая полна решимости привести своих кровожадных соотечественников к победе. Теперь Блэйд должен объединиться с бандой охотников на вампиров, чтобы спасти человечество от самого опасного кровососа — Дракулы.
Фильм собрал 131 миллион долларов в прокате по всему миру при бюджете в 65 миллионов долларов и получил, в основном, негативные отзывы критиков за его шаблонные темы, режиссуру и актёрскую игру. За фильмом последовал сериал «Блэйд» 2006 года. Это первая роль Райана Рейнольдса в супергеройском фильме, а также его первое сотрудничество с Marvel Entertainment.
Marvel вернула права на экранизацию этого персонажа в 2012 году.

## Сюжет
Вампирам удаётся подстроить убийство Блэйдом человека (послушника с фальшивыми клыками). Теперь Блэйда разыскивают сотрудники ФБР и полиции, которые находят его базу. Спасая Блэйда, Абрахам Уистлер активирует систему самоуничтожения, убивая себя и нескольких спецназовцев. Но Блэйд всё равно попадает в руки полиции под контролем вампиров. Его освобождают «Ночные охотники» — группа охотников на вампиров. Их предводителями являются Ганнибал Кинг, бывший вампир, и Эбигейл Уистлер, внебрачная дочь Абрахама Уистлера. Они просят его помощи в охоте за Даникой Талос, могучей предводительницей вампиров, которая смогла найти и разбудить первого вампира Дракулу (теперь он зовётся Дрэйком). Даника надеется, что ей наконец-то удастся убить Блэйда. Впервые встретившись с тем в бою, Дрэйк испытывает симпатию к Блэйду как к «воину чести» (каким считает и себя, хотя при этом прикрывается младенцем). После короткого боя Блэйд понимает, что обычной силой Дрэйка не убить. Он узнаёт о биологическом оружии под названием «Утренняя звезда», над которым работали «Ночные охотники». Это оружие должно уничтожить всех вампиров на Земле, однако его воздействию будет подвержен и сам Блэйд. Но чтобы закончить оружие, требуется «чистая» кровь первого вампира, а именно — Дрэйка. Блэйд и Эбигейл уходят на охоту, а Дрэйк обнаруживает их базу и убивает всех членов команды, кроме раненого Ганнибала и Зои, дочери создателя вируса, Саммерфилд, которых он забирает с собой. В отчаянной попытке вызволить Ганнибала, которого Даника собирается опять сделать вампиром, Блэйд и Эбигейл штурмуют её небоскрёб. После продолжительной битвы Блэйд ранит Дрэйка стрелой с контейнером, содержащим вирус «Утренняя звезда». Попав в тело праотца вампиров, вирус смешивается с его кровью и активируется. В результате раненый Дрэйк исторгает в воздух целую тучу своих кровяных клеток, поражённых «Утренней звездой», и те, распространившись по всему зданию, заражают вампиров, которые умирают почти мгновенной, но всё же мучительной смертью. Одной из последних умирает Даника Талос, схватившаяся в поединке с Ганнибалом Кингом, а взошедшее Солнце сжигает тела всех погибших вампиров (кроме тела Дрейка). Чуть живой Блэйд выбирается из здания при помощи Ганнибала и Эбигейл. Прибывшие агенты ФБР не обнаруживают ничего, кроме пепла, оставшегося от тел вампиров, сожжённых лучами Солнца, и тела якобы погибшего «Блэйда».

«Мои недальновидные соплеменники всё это время пытались создать идеального вампира, в то время как на самом деле он давно уже существует. Теперь я могу снова уснуть, ведь будущее нашей расы теперь в твоих руках. Ты сражался честно, и я уважаю тебя за это, а потому хочу напоследок сделать тебе небольшой подарок. Но знай: как бы ты ни сопротивлялся, рано или поздно Жажда Крови всё равно возьмёт своё.»— Дрэйк — Блэйду
С этого момента существует три окончания фильма:
- Театральная концовка. Так как Блэйд боролся честно, Дрэйк даёт ему «прощальный подарок», принимая личину Блэйда. ФБР обнаруживает тело и считает, что Блэйд мёртв. Но в морге тело Дрэйка опять принимает свой первоначальный вид. Блэйд уезжает в ночь, чтобы продолжать свою бесконечную войну против вампиров. Это окончание показано в кино и фактически является переделанным режиссёрским.
- Режиссёрская концовка (Director’s End). Тело, которое забрали агенты ФБР, — это действительно Блэйд, но он не мёртв. Будучи доставленным в морг и внезапно придя в себя, Блэйд бросается на агентов ФБР, намереваясь укусить медсестру в шею. Этот конец оставляет открытым вопрос: действительно ли Блэйд возродит вампиров этим укусом, или же его человеческое начало возьмёт верх над вампирским. Эта концовка присутствует на обложке DVD фильма с описанием, в котором говорится, что режиссёру фильма Дэвиду Гойеру она понравилась больше всего.
- Альтернативная режиссёрская концовка. Вирус «Дневной звезды» путешествует по миру, уничтожая всех вампиров. Блэйд уходит в солнце, его долгая битва окончена. Последний кадр показывает «Ночных охотников» и их новых противников — оборотней. Эта версия окончания была использована в романе, написанном по мотивам фильма, и также включена в DVD, но была изначально отвергнута режиссёром, так как не совпадает с историей Блэйда и слишком похожа на сюжет фильма «Другой мир».

## В ролях
| Актёр                 | Роль                     |
| --------------------- | ------------------------ |
| Уэсли Снайпс          | Эрик Брукс / Блэйд       |
| Крис Кристофферсон    | Абрахам Уистлер          |
| Доминик Пёрселл       | Дракула / Дрейк          |
| Джессика Бил          | Эбигейл Уистлер          |
| Райан Рейнольдс       | Ганнибал Кинг            |
| Паркер Поузи          | Даника Талос             |
| Марк Берри            | шеф полиции Мартин Врид  |
| Джон Майкл Хиггинс    | доктор Эдгар Вэнс        |
| Каллум Кит Ренни      | Ашер Талос               |
| Пол «Трипл Эйч» Левек | Джарко Гримвуд           |
| Пол Энтони            | Вульф                    |
| Франсуаза Йип         | Вираго                   |
| Майкл Роулинз         | агент ФБР Уилсон Хэйл    |
| Джеймс Ремар          | агент ФБР Рэй Камберлэнд |
| Наташа Лионн          | слепой биолог Саммерфилд |
| Хейли Пейдж           | Зои                      |
| Паттон Освальд        | Хэджес                   |
| Рон Селмур            | Декс                     |
| Кристофер Хейердал    | Колдер                   |
| Эрик Богосян          | Бентли Титтл             |
| Скотт Хейндл          | Джедж                    |
| Джон Ашкер            | Кэмпбелл                 |
| Кетт Тортон           | Динго                    |
| Каски Беддоу          | Флик                     |
| Мишель Кук            | спецназовец              |

## Саундтрек
Саундтрек, содержащий хип-хоп и электронную музыку, был выпущен 23 ноября 2004 года лейблом New Line Records. Он достиг 68-го места в топе R&B / хип-хоп альбомов и 15-го места в топе саундтреков издания Billboard.
| №                   | Название                                                        | Автор(ы)                                                  | Продюсеры           | Длительность |
| ------------------- | --------------------------------------------------------------- | --------------------------------------------------------- | ------------------- | ------------ |
| 1.                  | «Fatal» (RZA)                                                   | R. Diggs L. Reed                                          | RZA                 | 3:43         |
| 2.                  | «I Gotta Get Paid» (Lil' Flip, Ghostface Killah и Raekwon)      | W. Weston D. Coles C. Woods R. Diggs                      | RZA                 | 3:49         |
| 3.                  | «When the Guns Come Out» (WC, E-40 и Christ Bearer)             | W. Calhoun E. Stevens A. Johnson N. Greenaway R. Diggs    | RZA                 | 4:09         |
| 4.                  | «Thirsty» (Ol' Dirty Bastard и Black Keith)                     | K. Robinson R. Diggs                                      | RZA                 | 4:04         |
| 5.                  | «Daywalkers» (RZA и Рамин Джавади)                              | Р. Джавади R. Diggs                                       | Рамин Джавади RZA   | 2:34         |
| 6.                  | «Party in tha Morgue (Club Mix)» (Kool Keith и Thee Undatakerz) | A. Agcoalil D. Roberts K. Jefferies K. Thornton D. Merlot |                     | 6:56         |
| 7.                  | «Skylight» (Overseer)                                           | R. Howes                                                  |                     | 4:59         |
| 8.                  | «This Blood» (Black Lab)                                        | P. Durham A. Ellis                                        | Andy Ellis          | 3:06         |
| 9.                  | «Bombs Away (Danny Saber Remix)» (Paris, Texas)                 | S. Sherpe N. Treolo N. Zinkgraf M. Tennessen S. Vinz      | Danny Saber         | 3:28         |
| 10.                 | «Weapons of Mad Distortion» (The Crystal Method)                | S. Kirkland K. Jordan Y. Seino                            |                     | 4:50         |
| 11.                 | «Hard Wax» (Manchild)                                           | B. Parker M. Odell M. Williams                            |                     | 4:08         |
| 12.                 | «Blade's Back» (Рамин Джавади)                                  | R. Djawadi                                                | Рамин Джавади       | 4:03         |
| Общая длительность: | Общая длительность:                                             | Общая длительность:                                       | Общая длительность: | 49:54        |

## Сборы
Кассовые сборы фильма в Америке составили 52 миллиона долларов, а общие — 131 миллиона долларов. Сумма приблизительно равняется сборам «Блэйда», но уступает «Блэйду 2», который собрал 155 миллионов долларов по всему миру.

## Критика
«Блэйд: Троица» был принят хуже по сравнению с предыдущими частями. Критики указали на бессвязный сюжет, неяркое развитие персонажей и чрезмерный акцент на экшен-сценах в ущерб повествованию. Некоторые также посчитали, что фильм не соответствует высоким стандартам, установленным предыдущими фильмами франшизы. На Rotten Tomatoes фильм имеет рейтинг одобрения 24 %, основанный на отзывах 166 критиков, со средним рейтингом 4,4 из 10. На Metacritic фильм имеет оценку 38 %, основанную на отзывах 30 критиков, что указывает на «в целом неблагоприятные отзывы». Rotten Tomatoes поставили фильм на 76-е месте из 94-х в перечне от «худшего к лучшему» кинокомиксу. Зрители, опрошенные компанией Cinematic, дали фильму среднюю оценку «B+» по шкале от A+ до F.
Роджер Эберт, который дал второй части 3,5 звезды из 4, присудил «Троице» 1,5 звезды.

## Будущее
В октябре 2008 года режиссёр первой части Стивен Норрингтон разрабатывал приквел к «Блэйду», в которой Стивен Дорфф повторял свою роль Дьякона Фроста.
В 2016 году актриса Кейт Бекинсейл заявила, что продолжение-кроссовер «Троицы» с серией фильмов о Другом мире находилось в разработке, но было отменено после того, как права на фильм вернулись к Marvel Studios.
Ожидается, что в 2023 году начнутся съёмки перезапуска серии фильмов о Блэйде в киновселенной Marvel Studios.